# Mid-year Internationals 2025
Die Mid-year Internationals 2025 (auch als Summer Tests 2025 bezeichnet) sind eine vom 14. Juni bis zum 2. August 2025 stattfindende Serie von internationalen Rugby-Union-Spielen zwischen Mannschaften der ersten, zweiten und dritten Stärkeklasse. Die Ergebnisse zählen jeweils für die World-Rugby-Weltrangliste.
Das internationale Fenster fällt mit der Tour der British and Irish Lions nach Australien 2025 zusammen, die unter anderem eine Serie von drei Test Matches zwischen den Lions und den Wallabies umfasst. Als Vorbereitung darauf spielten die Lions einmal gegen Argentinien und die Wallabies einmal gegen Fidschi. Eine weitere bedeutende Serie ist Frankreich gegen Neuseeland.

## Woche 1
| 14. Juni 2025 15:00 CAT (UTC+2) | Namibia | 22 : 19 | Uganda | Walvis Bay High School, Walvis Bay Schiedsrichter: Zaid Izaacs (Namibia) |
| 14. Juni 2025 15:00 CAT (UTC+2) | Bericht |         |        | Walvis Bay High School, Walvis Bay Schiedsrichter: Zaid Izaacs (Namibia) |

| 15. Juni 2025 15:00 MESZ (UTC+2) | Schweiz | 14 : 27 | Senegal | Stade Marius Berthet, Chens-sur-Léman |
| 15. Juni 2025 15:00 MESZ (UTC+2) | Bericht |         |         | Stade Marius Berthet, Chens-sur-Léman |

## Woche 2
| 20. Juni 2025 14:00 SAST (UTC+2) | Boland Cavaliers | 50 : 14 | Kenia | Boland Stadium, Wellington |
| 20. Juni 2025 14:00 SAST (UTC+2) |                  |         |       | Boland Stadium, Wellington |

| 20. Juni 2025 20:00 WESZ (UTC+1) | British and Irish Lions                                                                                           | 24 : 28         | Argentinien | Aviva Stadium, Dublin Zuschauer: 51.700 Schiedsrichter: James Doleman (Neuseeland) |
| 20. Juni 2025 20:00 WESZ (UTC+1) | Versuche: Aki 18. erh. Strafversuch 45. Beirne 52. erh. Erhöhungen: F. Smith (2/2) Straftritte: F. Smith (1/1) 9. | (10:21) Bericht | Versuche: Mendy 11. n.erh. Albornoz 40. erh. Cordero 58. erh. Erhöhungen: Albornoz (2/3) Straftritte: Albornoz (3/3) 4., 25., 39. | Aviva Stadium, Dublin Zuschauer: 51.700 Schiedsrichter: James Doleman (Neuseeland) |

Anmerkung:
- Dies war Argentiniens erster Sieg über die Lions.[1]

| 21. Juni 2025 15:00 CAT (UTC+2) | Namibia | 19 : 59 | Pumas | Hage-Geingob-Stadion, Windhoek Schiedsrichter: Johre Botha (Namibia) |
| 21. Juni 2025 15:00 CAT (UTC+2) | Bericht |         |       | Hage-Geingob-Stadion, Windhoek Schiedsrichter: Johre Botha (Namibia) |

| 21. Juni 2025 16:00 SAST (UTC+2) | Limpopo Blue Bulls | 26 : 56 | Uganda | Hoërskool Nylstroom, Modimolle |
| 21. Juni 2025 16:00 SAST (UTC+2) | Bericht            |         |        | Hoërskool Nylstroom, Modimolle |

| 21. Juni 2025 15:15 WESZ (UTC+1) | England XV                                                                                                | 24 : 26         | Frankreich XV | Twickenham Stadium, London Zuschauer: 34.129 Schiedsrichter: Hollie Davidson (Schottland) |
| 21. Juni 2025 15:15 WESZ (UTC+1) | Versuche: Willis 23. erh. Coles 27. n.erh. Carpenter 39. erh. Dombrandt 59. n.erh. Erhöhungen: Ford (2/4) | (19:12) Bericht | Versuche: Barlot 6. n.erh. Auradou 9. erh. Malez 74. erh. Taofifénua 80.+1 erh. Erhöhungen: Le Garrec (1/2) Hastoy (2/2) | Twickenham Stadium, London Zuschauer: 34.129 Schiedsrichter: Hollie Davidson (Schottland) |

## Woche 3
| 24. Juni 2025 18:00 SAST (UTC+2) | South African Barbarians | 24 : 27 | Kenia | Nylstroom Rugby Club, Modimolle |
| 24. Juni 2025 18:00 SAST (UTC+2) | Bericht                  |         |       | Nylstroom Rugby Club, Modimolle |

| 26. Juni 2025 18:00 SAST (UTC+2) | Limpopo Blue Bulls | 42 : 35 | Kenia | Nylstroom Rugby Club, Modimolle |
| 26. Juni 2025 18:00 SAST (UTC+2) | Bericht            |         |       | Nylstroom Rugby Club, Modimolle |

| 27. Juni 2025 14:00 SAST (UTC+2) | Pumas | 102 : 0 | Uganda | Nelspruit Rugby Club, Mbombela |
| 27. Juni 2025 14:00 SAST (UTC+2) |       |         |        | Nelspruit Rugby Club, Mbombela |

| 27. Juni 2025 15:00 CAT (UTC+2) | Namibia                              | 6 : 73         | Italien | Hage-Geingob-Stadion, Windhoek Zuschauer: 2000 Schiedsrichter: Andrew Brace (Irland) |
| 27. Juni 2025 15:00 CAT (UTC+2) | Straftritte: Swanepoel (2/2) 7., 16. | (6:40) Bericht | Versuche: Strafversuch (2) 5., 80.+3 Trulla (3) 18. n.erh., 40.+2 erh., 75. erh. Marin 23. erh. Gesi 32. erh. Menoncello 38. erh. Fusco 45. erh. Spagnolo 63. n.erh. Varney 70. erh. Erhöhungen: Da Re (6/8) Varney (1/1) | Hage-Geingob-Stadion, Windhoek Zuschauer: 2000 Schiedsrichter: Andrew Brace (Irland) |

Anmerkung:
- Dies war Italiens höchster Auswärtssieg überhaupt.

| 28. Juni 2025 18:00 JST (UTC+9) | Japan XV        | 20 : 53 | Māori All Blacks | Prinz-Chichibu-Rugbystadion, Tokio Schiedsrichter: Karl Dickson (England) |
| 28. Juni 2025 18:00 JST (UTC+9) | (17:15) Bericht |         |                  | Prinz-Chichibu-Rugbystadion, Tokio Schiedsrichter: Karl Dickson (England) |

| 28. Juni 2025 17:10 SAST (UTC+2) | Südafrika | 54 : 7         | Barbarians                                           | Cape Town Stadium, Kapstadt Zuschauer: 45.000 Schiedsrichter: AJ Jacobs (Südafrika) |
| 28. Juni 2025 17:10 SAST (UTC+2) | Versuche: Marx 5. n.erh. Kolbe 9. erh. Tshituka (2) 22. erh., 69. erh. Wessels 45. erh. Arendse 57. erh. de Jager 59. erh. de Allende 80.+2 erh. Erhöhungen: Feinberg-Mngomezulu (2/3) Libbok (5/5) | (19:0) Bericht | Versuche: Jaminet 64. erh. Erhöhungen: Jaminet (1/1) | Cape Town Stadium, Kapstadt Zuschauer: 45.000 Schiedsrichter: AJ Jacobs (Südafrika) |

## Woche 4
| 5. Juli 2025 15:35 NZST (UTC+12) | Māori All Blacks | 26 : 29         | Schottland | Okara Park, Whangārei Zuschauer: 10.150 Schiedsrichter: Nika Amaschukeli (Georgien) |
| 5. Juli 2025 15:35 NZST (UTC+12) | Versuche: Nock 1. n.erh. Walker-Leawere 31. erh. Eklund 57. erh. Wrampling 67. erh. Erhöhungen: Reihana (2/3) Trask (1/1) | (12:24) Bericht | Versuche: Paterson 11. erh. Horne (2) 24. erh., 53. n.erh. Reed 40. erh. Erhöhungen: Hastings (3/4) Straftritte: Hastings (1/1) 16. | Okara Park, Whangārei Zuschauer: 10.150 Schiedsrichter: Nika Amaschukeli (Georgien) |

Anmerkung:
- Dies war Schottlands erster Sieg gegen die Māori All Blacks.

| 5. Juli 2025 14:00 JST (UTC+9) | Japan | 34 : 19        | Wales                                                                                  | Mikuni World Stadium, Kitakyūshū Zuschauer: 13.487 Schiedsrichter: Damian Schneider (Argentinien) |
| 5. Juli 2025 14:00 JST (UTC+9) | Versuche: Matsunaga 16. erh. Nakakusu 59. erh. Vailea 70. erh. Erhöhungen: Lee (3/3) Straftritte: Lee (1/1) 64. | (7:19) Bericht | Versuche: Thomas 4. erh. Strafversuch 20. Rogers 22. n.erh. Erhöhungen: Costelow (1/2) | Mikuni World Stadium, Kitakyūshū Zuschauer: 13.487 Schiedsrichter: Damian Schneider (Argentinien) |

Anmerkungen:
- Dies war Japans erster Sieg gegen ein Team der ersten Stärkeklasse seit dem 28:21 gegen Schottland bei der Weltmeisterschaft 2019.
- Durch diese Niederlage fiel Wales in der Weltrangliste auf Platz 14 zurück, die bisher schlechteste Rangierung überhaupt.

| 5. Juli 2025 19:05 NZST (UTC+12) | Neuseeland | 31 : 27         | Frankreich | Forsyth Barr Stadium, Dunedin Zuschauer: 28.532 Schiedsrichter: Nic Berry (Australien) |
| 5. Juli 2025 19:05 NZST (UTC+12) | Versuche: Jorden (2) 20. erh., 47. erh. Vaaʻi 26. erh. J. Barrett 40. erh. Erhöhungen: B. Barrett (4/4) Straftritte: B. Barrett (1/1) 74. | (21:13) Bericht | Versuche: Guillard 17. erh. Villière 43. erh. Woki 50. erh. Erhöhungen: Le Garrec (3/3) Straftritte: Segonds (1/1) 7. Le Garrec (1/1) 33. | Forsyth Barr Stadium, Dunedin Zuschauer: 28.532 Schiedsrichter: Nic Berry (Australien) |

| 5. Juli 2025 17:10 SAST (UTC+2) | Südafrika | 42 : 24        | Italien | Loftus Versfeld Stadium, Pretoria Zuschauer: 42.632 Schiedsrichter: Hollie Davidson (Schottland) |
| 5. Juli 2025 17:10 SAST (UTC+2) | Versuche: Kriel 11. erh. van den Berg (2) 23. erh., 37. erh. Arendse 37. erh. Koch 57. erh. van Staden 73. erh. Erhöhungen: Pollard (6/6) | (28:3) Bericht | Versuche: Zuliani 46. erh. Dimcheff 63. erh. Cannone 68. erh. Erhöhungen: Da Re (3/3) Straftritte: Da Re (1/1) 28. | Loftus Versfeld Stadium, Pretoria Zuschauer: 42.632 Schiedsrichter: Hollie Davidson (Schottland) |

| 5. Juli 2025 21:00 GET (UTC+4) | Georgien                            | 5 : 34         | Irland | Micheil-Meschi-Stadion, Tiflis Zuschauer: 25.000 Schiedsrichter: Andrea Piardi (Italien) |
| 5. Juli 2025 21:00 GET (UTC+4) | Versuche: Dschalagonia 40.+5 n.erh. | (5:14) Bericht | Versuche: O’Brien (2) 2. erh., 8. erh. Casey 41. erh. Timoney 70. erh. Erhöhungen: Prendergast (4/4) Straftritte: Prendergast (2/2) 45., 62. | Micheil-Meschi-Stadion, Tiflis Zuschauer: 25.000 Schiedsrichter: Andrea Piardi (Italien) |

| 5. Juli 2025 14:00 BRT (UTC−3) | Brasilien      | 17 : 45 | Argentinien XV | Estádio Municipal Du Cambusano, Jacareí Schiedsrichter: Robin Kaluzniak (Kanada) |
| 5. Juli 2025 14:00 BRT (UTC−3) | (5:31) Bericht |         |                | Estádio Municipal Du Cambusano, Jacareí Schiedsrichter: Robin Kaluzniak (Kanada) |

| 5. Juli 2025 15:00 CST (UTC−4) | Chile | 40 : 16         | Rumänien                                                                                                | Estadio Nacional de Chile, Santiago de Chile Schiedsrichter: Federico Vedovelli (Italien) |
| 5. Juli 2025 15:00 CST (UTC−4) | Versuche: D. Escobar 3. n.erh. N. Garafulic (2) 18. erh., 74. erh. Ayarza 25. n.erh. A. Escobar 60. erh. Erhöhungen: Videla (3/5) Straftritte: Videla (3/3) 11., 17., 55. | (23:13) Bericht | Versuche: Matftei 35. erh. Erhöhungen: Boldor (1/1) Straftritte: Conache (2/2) 7., 13. Boldor (1/1) 51. | Estadio Nacional de Chile, Santiago de Chile Schiedsrichter: Federico Vedovelli (Italien) |

Anmerkungen:
- Dies war Chiles erster Sieg gegen Rumänien.
- Mit diesem Sieg stieß Chile erstmals in die Top 20 der Weltrangliste vor, während Rumänien erstmals aus den Top 20 herausfiel.

| 5. Juli 2025 16:40 ART (UTC−4) | Argentinien                                                             | 12 : 35       | England | Estadio Jorge Luis Hirschi, La Plata Zuschauer: 32.000 Schiedsrichter: Angus Gardner (Australien) |
| 5. Juli 2025 16:40 ART (UTC−4) | Versuche: Matera 52. n.erh. Rubiolo 61. erh. Erhöhungen: Carreras (1/2) | (0:3) Bericht | Versuche: Roebuck (2) 42. n.erh., 49. erh. Steward 49. erh. Murley 75. erh. Erhöhungen: Ford (3/4) Straftritte: Ford (2/2) 65., 69. Dropgoals: Ford (1/1) 20. | Estadio Jorge Luis Hirschi, La Plata Zuschauer: 32.000 Schiedsrichter: Angus Gardner (Australien) |

Anmerkung:
- George Ford bestritt sein 100. Test Match für England.
- Pablo Matera egalisierte den von Agustín Creevy gehaltenen Rekord für die meisten Test Matches eines Argentiniers (110).

| 5. Juli 2025 19:30 EDT (UTC−4) | Vereinigte Staaten | 36 : 17        | Belgien | American Legion Memorial Stadium, Charlotte Schiedsrichter: Sam Grove-White (Schottland) |
| 5. Juli 2025 19:30 EDT (UTC−4) | Versuche: Besag 23. erh. Helu 38. erh. Lopeti 50. erh. Alikhan 57. erh. Daniel 60. n.erh. Bonasso 69. erh. Erhöhungen: MacGinty (3/5) | (14:3) Bericht | Versuche: Remue 42. erh. Torfs 76. erh. Erhöhungen: De Francq (1/1) Torfs (1/1) Straftritte: De Francq (1/1) 13. | American Legion Memorial Stadium, Charlotte Schiedsrichter: Sam Grove-White (Schottland) |

Anmerkung:
- Dies war die erste Begegnung zwischen diesen beiden Teams.

| 6. Juli 2025 13:30 AEST (UTC+10) | Australien                                                                                            | 21 : 18        | Fidschi | McDonald Jones Stadium, Newcastle Zuschauer: 28.122 Schiedsrichter: Pierre Brousset (Frankreich) |
| 6. Juli 2025 13:30 AEST (UTC+10) | Versuche: Porecki 9. erh. McReight 39. erh. Wilson 78. erh. Erhöhungen: Lolesio (2/2) Donaldson (1/1) | (14:5) Bericht | Versuche: Rayasi 40. n.erh. Tagitagivalu 55. erh. Erhöhungen: Muntz (1/2) Straftritte: Muntz (2/2) 51., 68. | McDonald Jones Stadium, Newcastle Zuschauer: 28.122 Schiedsrichter: Pierre Brousset (Frankreich) |

## Woche 5
| 11. Juli 2025 19:00 SAST (UTC+2) | Cheetahs       | 24 : 20 | Georgien | Free State Stadium, Bloemfontein Schiedsrichter: Christopher Allison (Südafrika) |
| 11. Juli 2025 19:00 SAST (UTC+2) | (14:7) Bericht |         |          | Free State Stadium, Bloemfontein Schiedsrichter: Christopher Allison (Südafrika) |

| 12. Juli 2025 15:00 FJT (UTC+12) | Fidschi | 29 : 14         | Schottland                                                     | HFC Bank Stadium, Suva Zuschauer: 10.000 Schiedsrichter: Ben O’Keeffe (Neuseeland) |
| 12. Juli 2025 15:00 FJT (UTC+12) | Versuche: Ikanivere 36. n.erh. Ravouvou 40. erh. Wainiqolo Strafversuch 67. Erhöhungen: Muntz (2/3) Straftritte: Muntz (1/1) 21. | (15:10) Bericht | Versuche: Rowe 3. erh. Jordan 44. erh. Erhöhungen: Burke (2/2) | HFC Bank Stadium, Suva Zuschauer: 10.000 Schiedsrichter: Ben O’Keeffe (Neuseeland) |

| 12. Juli 2025 14:50 JST (UTC+9) | Japan | 22 : 31         | Wales | Noevir Stadium, Kōbe Zuschauer: 25.074 Schiedsrichter: Luke Pearce (England) |
| 12. Juli 2025 14:50 JST (UTC+9) | Versuche: Takeuchi 40. erh. Dearns 59. n.erh. Riley 62. erh. Erhöhungen: Lee (2/3) Straftritte: Lee (1/1) 24. | (10:21) Bericht | Versuche: Adams 9. erh. Hardy (2) 28. erh., 36. erh. Edwards 75. erh. Erhöhungen: Edwards (4/4) Straftritte: Edwards (1/1) 49. | Noevir Stadium, Kōbe Zuschauer: 25.074 Schiedsrichter: Luke Pearce (England) |

Anmerkung:
- Wales beendete eine 18 Spiele andauernde Niederlagenserie und gewann zum ersten Mal ein Test Match seit dem 43:19-Sieg gegen Georgien bei der Weltmeisterschaft 2023 (643 Tage).

| 12. Juli 2025 19:05 NZST (UTC+12) | Neuseeland | 43 : 17        | Frankreich | Wellington Regional Stadium, Wellington Zuschauer: 33.827 Schiedsrichter: Christophe Ridley (England) |
| 12. Juli 2025 19:05 NZST (UTC+12) | Versuche: Roigard 14. erh. Savea 23. erh. Taylor 29. n.erh. Vaaʻi 36. erh. Jordan 54. erh. Ioane 62. erh. Erhöhungen: B. Barrett (4/5) J. Barrett (1/1) Straftritte: B. Barrett (1/1) 8. | (29:3) Bericht | Versuche: Barré 47. erh. Brennan 77. erh. Erhöhungen: Le Garrec (1/1) Hastoy (1/1) Straftritte: Le Garrec (1/1) 20. | Wellington Regional Stadium, Wellington Zuschauer: 33.827 Schiedsrichter: Christophe Ridley (England) |

Anmerkung:
- Neuseeland holte sich die Dave Gallaher Trophy zurück.

| 12. Juli 2025 17:10 SAST (UTC+2) | Südafrika | 45 : 0         | Italien | Nelson Mandela Bay Stadium, Gqeberha Zuschauer: 44.282 Schiedsrichter: Andrew Brace (Irland) |
| 12. Juli 2025 17:10 SAST (UTC+2) | Versuche: Williams 8. n.erh. van der Merwe (2) 15. n.erh., 31. erh. Moodie 37. n.erh. Marx 50. erh. Mapimpi 72. erh. Wessels 80. erh. Erhöhungen: Libbok (4/7) | (22:0) Bericht |         | Nelson Mandela Bay Stadium, Gqeberha Zuschauer: 44.282 Schiedsrichter: Andrew Brace (Irland) |

Anmerkung:
- Wilie Roux bestritt sein 100. Test Match für Südafrika.

| 12. Juli 2025 19:00 WESZ (UTC+1) | Portugal                                           | 7 : 106        | Irland | Estádio Nacional, Lissabon Zuschauer: 8000 Schiedsrichter: Adam Leal (England) |
| 12. Juli 2025 19:00 WESZ (UTC+1) | Versuche: Martins 53. erh. Erhöhungen: Aubry (1/1) | (0:54) Bericht | Versuche: McCloskey 1. erh. Gavin (2) 9. erh., 40.+2 erh. O’Brien (2) 11. erh., 24. erh. Bolton (2) 13. erh., 36. n.erh. Clarkson 32. erh. Casey 42. erh. Prendergast (2) 51. n.erh., 60. erh. Nash 56. n.erh. Frawley 58. erh. Kendellen 73. erh. Murphy 79. erh. Strafversuch 80.+1 Erhöhungen: Crowley (12/15) | Estádio Nacional, Lissabon Zuschauer: 8000 Schiedsrichter: Adam Leal (England) |

Anmerkungen:
- Portugal erlitt seine bisher deutlichste Niederlage überhaupt; der vorherige Negativrekord war die 13:108-Niederlage gegen Neuseeland bei der Weltmeisterschaft 2007.
- Irland wiederum gelang der bisher deutlichste Sieg in einem Test Match; die bisherige Bestmarke war der 83:3-Sieg gegen die USA im Jahr 2000.
- Erstmals überhaupt gelangen den Iren mehr als 100 Punkte in einem Test Match.

| 12. Juli 2025 15:00 UYT (UTC−3) | Uruguay | 70 : 8         | Rumänien                                                 | Estadio Charrúa, Montevideo Schiedsrichter: Craig Evans (Wales) |
| 12. Juli 2025 15:00 UYT (UTC−3) | Versuche: Péculo 6. erh. Civetta 10. erh. González (2) 15. n.erh., 34. n.erh. Basso (2) 28. n.erh., 62. erh. Diana 39. erh. Pérez 41. n.erh. Álvarez 47. erh. Ardao 65. erh. Piussi 80. n.erh. Erhöhungen: Etcheverry (4/8) Álvarez (2/3) Straftritte: Etcheverry (1/1) 32. | (39:8) Bericht | Versuche: Bucur 12. n.erh. Straftritte: Mitrea (1/1) 25. | Estadio Charrúa, Montevideo Schiedsrichter: Craig Evans (Wales) |

Anmerkung:
- Dies war Uruguays deutlichster Sieg gegen Rumänien.

| 12. Juli 2025 16:40 ART (UTC−3) | Argentinien                                                                                       | 17 : 22         | England | Estadio del Bicentenario, San Juan Zuschauer: 20.000 Schiedsrichter: Luc Ramos (Frankreich) |
| 12. Juli 2025 16:40 ART (UTC−3) | Versuche: Cinti 26. erh. Mendy 39. erh. Erhöhungen: Carreras (2/2) Straftritte: Carreras (1/1) 8. | (17:14) Bericht | Versuche: Atkinson 3. erh. Steward 33. erh. van Poortvliet 79. n.erh. Erhöhungen: Ford (2/3) Straftritte: Ford (1/1) 53. | Estadio del Bicentenario, San Juan Zuschauer: 20.000 Schiedsrichter: Luc Ramos (Frankreich) |

Anmerkung:
- Pablo Matera bestritt sein 111. Test Match für Argentinien und übertraf damit die bisher von Agustín Creevy gehaltene Bestmarke.

| 12. Juli 2025 12:00 UDT (UTC−6) | Kanada                                                                                        | 18 : 25         | Belgien | Clarke Stadium, Edmonton Schiedsrichter: Gonzalo De Achaval (Argentinien) |
| 12. Juli 2025 12:00 UDT (UTC−6) | Versuche: Morra 22. n.erh. Quattrin 32. n.erh. Parry 80.+2 n.erh. Straftritte: Coats (1/1) 7. | (13:12) Bericht | Versuche: Remue 14. erh. Soenen (2) 25. n.erh., 52. erh. Erhöhungen: Remue (1/2) De Francq (1/1) Straftritte: Remue (2/2) 60., 75. | Clarke Stadium, Edmonton Schiedsrichter: Gonzalo De Achaval (Argentinien) |

Anmerkung:
- Dies war Belgiens erster Sieg gegen Kanada.

| 12. Juli 2025 21:30 EDT (UTC−4) | Vereinigte Staaten                                                                                       | 20 : 31         | Spanien | American Legion Memorial Stadium, Charlotte Schiedsrichter: Morné Ferreira (Südafrika) |
| 12. Juli 2025 21:30 EDT (UTC−4) | Versuche: Bonasso (2) 35. erh., 38. erh. Erhöhungen: MacGinty (2/2) Straftritte: MacGinty (2/2) 41., 51. | (14:21) Bericht | Versuche: Cian 2. erh. Bay 17. erh. López-Bontempo 22. erh. Nieto 79. erh. Erhöhungen: López-Bontempo (4/4) Straftritte: López-Bontempo (1/2) 71. | American Legion Memorial Stadium, Charlotte Schiedsrichter: Morné Ferreira (Südafrika) |

Anmerkung:
- Dies war Spaniens erster Sieg gegen die Vereinigten Staaten.

## Woche 6
| 18. Juli 2025 19:35 NZST (UTC+12) | Samoa                                                                  | 12 : 41        | Schottland | Eden Park, Auckland Schiedsrichter: Jordan Way (Australien) |
| 18. Juli 2025 19:35 NZST (UTC+12) | Versuche: Nee-Nee 50. n.erh. Paiaʻaua 64. erh. Erhöhungen: Umaga (1/2) | (0:22) Bericht | Versuche: Ashman 8. n.erh. Hutchinson 13. erh. Reed 31. n.erh. Steyn 36. n.erh. Gilchrist 45. erh. Rowe 55. n.erh. Turner 77. erh. Erhöhungen: Burke (1/4) Horne (2/3) | Eden Park, Auckland Schiedsrichter: Jordan Way (Australien) |

| 18. Juli 2025 15:00 ART (UTC−3) | Argentinien XV | 52 : 14 | Rumänien | CA San Isidro, Argentinien Schiedsrichter: Francisco Gonzalez (Uruguay) |
| 18. Juli 2025 15:00 ART (UTC−3) | (33:7) Bericht |         |          | CA San Isidro, Argentinien Schiedsrichter: Francisco Gonzalez (Uruguay) |

| 18. Juli 2025 19:00 MDT (UTC−6) | Kanada                                                                                                  | 23 : 24        | Spanien                                                                                          | Clarke Stadium, Edmonton Schiedsrichter: Angus Mabey (Neuseeland) |
| 18. Juli 2025 19:00 MDT (UTC−6) | Versuche: Oworu (2) 44. erh., 48. erh. Erhöhungen: Nelson (2/2) Straftritte: Nelson (3/4) 16., 21., 62. | (6:11) Bericht | Versuche: Aira 32. n.erh. Strafversuch 56. Straftritte: López-Bontempo (4/4) 5., 40., 64., 80.+1 | Clarke Stadium, Edmonton Schiedsrichter: Angus Mabey (Neuseeland) |

| 19. Juli 2025 19:05 NZST (UTC+12) | Neuseeland | 29 : 19         | Frankreich | Waikoto Stadium, Hamilton Zuschauer: 24.162 Schiedsrichter: Angus Gardner (Australien) |
| 19. Juli 2025 19:05 NZST (UTC+12) | Versuche: Jordan 22. erh. Lienert-Brown 40.+3 erh. Kirifi 59. n.erh. McAlister 76. erh. Erhöhungen: McKenzie (3/4) Straftritte: McKenzie (1/1) 31. | (17:19) Bericht | Versuche: Le Garrec 8. erh. Erhöhungen: Le Garrec (1/1) Straftritte: Le Garrec (3/3) 20., 34., 37. Dropgoals: Hastoy (1/1) 24. | Waikoto Stadium, Hamilton Zuschauer: 24.162 Schiedsrichter: Angus Gardner (Australien) |

| 19. Juli 2025 20:00 AEST (UTC+10) | Australien                                                                                     | 19 : 27        | British and Irish Lions | Suncorp Stadium, Brisbane Zuschauer: 52.229 Schiedsrichter: Ben O’Keeffe (Neuseeland) |
| 19. Juli 2025 20:00 AEST (UTC+10) | Versuche: Jorgensen 28. n.erh. Tizzano 67. erh. McDermott 78. erh. Erhöhungen: Donaldson (2/2) | (5:17) Bericht | Versuche: Tuipulotu 8. erh. Curry 35. erh. Sheehan 41. erh. Erhöhungen: Russell (3/3) Straftritte: Russell (1/1) 1. M. Smith (1/1) 73. | Suncorp Stadium, Brisbane Zuschauer: 52.229 Schiedsrichter: Ben O’Keeffe (Neuseeland) |

| 19. Juli 2025 17:10 SAST (UTC+2) | Südafrika | 55 : 10         | Georgien                                                                            | Mbombela-Stadion, Mbombela Zuschauer: 36.842 Schiedsrichter: Matthew Carley (England) |
| 19. Juli 2025 17:10 SAST (UTC+2) | Versuche: Venter 9. n.erh. M. van der Merwe (2) 14. n.erh., 32. erh. Moodie 17. n.erh. E. van der Merwe (2) 47. n.erh., 73. erh. Willemse 56. erh. Arendse 79. erh. Pollard 80.+1 erh. Erhöhungen: Feinberg-Mngomezulu (1/5) Pollard (4/4) | (22:10) Bericht | Versuche: Karkadse 3. erh. Erhöhungen: Matkawa (1/1) Straftritte: Matkawa (1/1) 29. | Mbombela-Stadion, Mbombela Zuschauer: 36.842 Schiedsrichter: Matthew Carley (England) |

Anmerkung:
- Dies war Südafrikas deutlichster Sieg über Georgien.

| 19. Juli 2025 16:40 ART (UTC−3) | Argentinien | 52 : 17        | Uruguay | Estadio Padre Ernesto Martearena, Salta Zuschauer: 22.000 Schiedsrichter: Gianluca Gnecchi (Italien) |
| 19. Juli 2025 16:40 ART (UTC−3) | Versuche: Strafversuch 3. Moroni 40.+1 n.erh. Montoya 45. erh. Cordero 49. erh. Picardo 58. erh. Isgró 63. erh. Moyano 69. erh. Roger 76. erh. Erhöhungen: Roger (5/7) | (14:7) Bericht | Versuche: Aliaga 18. erh. I. Álvarez 54. erh. Erhöhungen: S. Álvarez (2/2) Straftritte: S. Álvarez (1/1) 42. | Estadio Padre Ernesto Martearena, Salta Zuschauer: 22.000 Schiedsrichter: Gianluca Gnecchi (Italien) |

| 19. Juli 2025 18:00 EDT (UTC−4) | Vereinigte Staaten           | 5 : 40         | England | Audi Field, Washington, D.C. Zuschauer: 19.079 Schiedsrichter: Sam Grove-White (Schottland) |
| 19. Juli 2025 18:00 EDT (UTC−4) | Versuche: Klein 80.+3 n.erh. | (0:21) Bericht | Versuche: Langdon 12. erh. Northmore 19. erh. Murley 40.+2 n.erh. van Poortvliet 41. erh. Randall 62. erh. Oghre 74. erh. Erhöhungen: Ford (4/5) | Audi Field, Washington, D.C. Zuschauer: 19.079 Schiedsrichter: Sam Grove-White (Schottland) |

## Wochen 7 und 8
| 26. Juli 2025 20:00 AEST (UTC+10) | Australien | 26 : 29         | British and Irish Lions                                                                                                  | Melbourne Cricket Ground, Melbourne Zuschauer: 90.307 Schiedsrichter: Andrea Piardi (italien) |
| 26. Juli 2025 20:00 AEST (UTC+10) | Versuche: Slipper 15. n.erh. Gordon 27. erh. Wright 30. n.erh. Erhöhungen: Lynagh (1/3) Straftritte: Lynagh (3/3) 4., 10., 53. | (23:17) Bericht | Versuche: Sheehan 15. n.erh. Curry 34. n.erh. Jones 37. erh. Beirne 59. erh. Keenan 79. n.erh. Erhöhungen: Russell (2/5) | Melbourne Cricket Ground, Melbourne Zuschauer: 90.307 Schiedsrichter: Andrea Piardi (italien) |

| 2. August 2025 20:00 AEST (UTC+10) | Australien | v | British and Irish Lions | Accor Stadium, Sydney Schiedsrichter: Nika Amaschukeli (Georgien) |
| 2. August 2025 20:00 AEST (UTC+10) |            |   |                         | Accor Stadium, Sydney Schiedsrichter: Nika Amaschukeli (Georgien) |